# Anna Hübler
Anna Hübler (n. 2 ianuarie 1885, München, Imperiul German – d. 5 iulie 1976, München, RFG) a fost o patinatoare artistică ce a reprezentat Germania, medaliată olimpică. A participat la o ediție a Jocurilor Olimpice (1908) în care a câștigat o medalie de aur.

## Participări
Lista de mai jos prezintă principalele competiții la care a participat Anna Hübler de-a lungul carierei.
- figure skating at the 1908 Summer Olympics – pairs[*]